# Сьёстедт, Мария-Луиза
Мария-Луиза Сьёстедт (фр. Marie-Louise Sjoestedt); в замужестве Сьёстедт-Жонваль (фр. Sjostedt-Jonval; 20 октября 1900 — 26 декабря 1940) — французский лингвист, кельтолог, религиовед.
Родилась в городе Сен-Тома в семье шведского журналиста Эрика-Валентина Шёстедта и писательницы Леони Бернардини. Училась у Ж. Вандриеса, вместе с ним издавала журнал Études Celtiques. Сьёэстедт посвятила несколько специальных работ диалектам Юга Ирландии, часто там бывала и училась ирландскому языку у таких известных писателей и носителей языка, как Пейг Сэйерс и Томас О Кривтань. Наряду с ирландским владела русским и чешским языками; вместе с мужем, лингвистом Мишелем Жонвалем (ум. 1935), несколько лет проживала в Риге.
М.-Л. Сьёстедт принадлежат несколько работ по древнеирландскому языку, в частности, публикация и перевод саги «Осада Дромм Дамгайре». Наиболее известной её книгой является «Боги и герои кельтов» (Dieux et Héros des Celtes), которая посвящена анализу как данных о мифологии галлов, так и мифологии островных кельтов. Концепция «героя внутри племени» (Кухулин — защитник чести племени) и «героя вне племени» (Финн Мак Кумал), выдвинутая в этой работе, нашла поддержку в научной литературе.
26 декабря 1940 года М.-Л. Сьёстедт покончила с собой через несколько дней после вступления во второй брак. Её гибель обычно связывают с депрессией, наступившей после гитлеровской оккупации Франции.

## Основные работы
- 1926. L’aspect verbal et les formations à affixe nasale en celtique. Paris: Librairie Honoré Champion.
- 1926—1927. Forbais Dromma Damgaire. Revue Celtique. Vol. 43, 1926, pp. 1–123; Vol. 44, 1927, pp. 157–186.
- 1931. Phonétique d’un parler irlandais de Kerry. Paris: Ernest Leroux.
- 1936. «Légendes épiques Irlandaises et monnaies gauloises: recherches sur la constitution de la legende de Cuchullainn». Études Celtiques 1. pp. 1–77. ISSN 03731928. RHS record
- 1938. Description d’un parler irlandais du Kerry. Bibliothèque de l'École des Hautes Études 270. Paris: Librairie Honoré Champion. 222 p.
- 1938. «Études sur le temps et l’aspect en vieil irlandais.» Études Celtiques 3. pp. 105–130 and 219—273.
- 1940. Dieux et Héros des Celtes. Paris: Leroux. (Chapters: Mythes et religions : période mythique — divinités (celtes continentaux — déesses-mères d’Irlande — Dieux-chefs de l’Irlande) — Hommes et Dieux et Héros, Samain-Samonios : Fête du premier Novembre)
- 1949. Gods and Heroes of the Celts, London, Methuen. English translation by Myles Dillon.